# Quan
Kaiserin Quan (全皇后), Geburtsname vermutlich Quan Huijie (全惠解), war eine Kaiserin der Wu-Dynastie zur Zeit der drei Reiche. Ihr Gemahl Sun Liang war der zweite Kaiser von Wu.
Ihr Vater Quan Shang (全尚) war der Neffe des hohen Beamten Quan Cong (全琮), der Sun Dahu (孫大虎) geheiratet hatte, eine Tochter des ersten Wu-Kaisers Sun Quan. In ihrer Jugend besuchte sie Prinzessin Dahu häufig und erfreute sich ihrer Sympathie. Prinzessin Dahu veranlasste, dass sie mit Sun Quans jüngstem Sohn Sun Liang vermählt wurde. Später konnte sie Sun Quan überzeugen, Sun Liang zum Kronprinzen zu machen, wodurch Frau Quan zur Kronprinzessin aufstieg. Kurze Zeit nachdem Sun Liang seinem Vater 252 als Kaiser nachgefolgt war, erhob er sie zur Kaiserin.
Als Sun Liang 258 über die Unfähigkeit und das gebieterische Gehabe des Regenten Sun Lin zornig wurde, verschwor er sich mit Prinzessin Dahu, Quan Shang und Quan Ji (全紀), dem Bruder der Kaiserin, um Sun Lin zu stürzen. Quan Shangs Frau aber war Sun Lins Cousine und verriet ihm alles. Als Sun Lin den Palast mit Truppen umstellte und Sun Liang unter Druck setzte, beging Quan Ji Selbstmord. Sun Lin setzt Sun Liang ab und ernannte ihn zum Prinzen von Kuaiji. Kaiserin Quan erhielt denselben Titel. Ihr Vater Quan Shang wurde verbannt und im Exil ermordet, während ihre Familie nach Lingling (零陵, im heutigen Yongzhou, Henan) geschickt wurde. 260 degradierte der neue Kaiser Sun Xiu Sun Liang zum Marquis von Houguan (候官, im heutigen Fuzhou, Fujian), und auf dem Weg dorthin starb Sun Liang. Die vorige Kaiserin Quan, nunmehr Marquise von Houguan, ließ sich in Houguan nieder und starb dort zwischen 301 und 303, lange nach der Zerstörung der Wu-Dynastie durch die Jin-Dynastie.
| Vorgänger | Amt                              | Nachfolger |
| --------- | -------------------------------- | ---------- |
| Pan       | Kaiserin der Wu-Dynastie 252–258 | Zhu        |

| Personendaten    | Personendaten                                     |
| ---------------- | ------------------------------------------------- |
| NAME             | Quan                                              |
| ALTERNATIVNAMEN  | 全皇后; Quan Huijie; 全惠解                       |
| KURZBESCHREIBUNG | Kaiserin der Wu-Dynastie zur Zeit der drei Reiche |
| GEBURTSDATUM     | vor 250                                           |
| STERBEDATUM      | zwischen 301 und 303                              |
| STERBEORT        | Houguan                                           |